# Andrzej Małek
Andrzej Małek – polski brydżysta, Arcymistrz. Odznaczony (w roku 2004) złotą odznaką PZBS. Jego stałym partnerem był Adam Dudziński.

## Wyniki brydżowe

### Rozgrywki krajowe
| Drużynowe mistrzostwa Polski | Drużynowe mistrzostwa Polski | Drużynowe mistrzostwa Polski |
| Sezon                        | Miejsce                      | Drużyna                      |
| ---------------------------- | ---------------------------- | ---------------------------- |
| 1983/84                      | 3                            | Spójnia Gdańsk               |
| 1974                         | 3                            | Neptun Gdańsk                |
| 1973                         | 2                            | Neptun Gdańsk                |
| 1969                         | 3                            | Neptun Gdańsk                |
| 1968                         | 3                            | Ster Gdańsk                  |
| 1966                         | 3                            | Ster Gdańsk                  |

### Zawody europejskie
W europejskich zawodach zdobył następujące lokaty:
| Zawody europejskie. Konkurencja teamów | Zawody europejskie. Konkurencja teamów | Zawody europejskie. Konkurencja teamów | Zawody europejskie. Konkurencja teamów | Zawody europejskie. Konkurencja teamów | Zawody europejskie. Konkurencja teamów |
| Rok                                    | Miejsce                                | Zawody                                 | Kategoria                              | Drużyna                                | Pozycja                                |
| -------------------------------------- | -------------------------------------- | -------------------------------------- | -------------------------------------- | -------------------------------------- | -------------------------------------- |
| 1973                                   | Ostenda                                | 30 Mistrzostwa Europy Teamów           | Open                                   | Poland                                 | 3                                      |

## Klasyfikacje brydżowe
- Andrzej Małek – klasyfikacja PZBS